# Vinzent Dorn
Pour les articles homonymes, voir Dorn.
Vinzent Dorn, né le 1er juin 1998 à Fribourg-en-Brisgau, est un coureur cycliste allemand.

## Biographie
Originaire de Fribourg-en-Brisgau, Vinzent Dorn est formé dans un club de Kirchzarten. Durant sa jeunesse, il se consacre principalement au VTT,. Il prend notamment la troisième place du championnat d'Allemagne de cross-country en 2016, chez les juniors (moins de 17 ans). En 2018, il se classe de nouveau troisième de son championnat national, mais dans la catégorie des espoirs (moins de 23 ans). 
En 2023, il commence à privilégier le cyclisme sur route avec l'équipe continentale Bike Aid. Sous ses nouvelles couleurs, il remporte une course nationale à Schönaich. Il termine également troisième du championnat d'Allemagne de la montagne, neuvième du Tour du Pays de Montbéliard, vingtième du Tour de Cologne et vingt-deuxième du Tour de l'Allemagne. La même année, on le retrouve dans des échappées au Tour du Jura, au Tour du Doubs et sur une étape du ZLM Tour. Il porte aussi le maillot de leader du classement du combiné durant un jour sur le Tour du Limousin. 
Lors de la saison 2024, il finit deuxième du Tour of Routhe Salvation, tout en ayant gagné l'étape inaugurale. Il s'agit de sa première victoire acquise sur une compétition inscrite au calendrier de l'UCI.

## Palmarès sur route

### Par année
- 2023
  - 3e du championnat d'Allemagne de la montagne
- 2024
  - 1re étape du Tour of Routhe Salvation
  - 2e du Tour of Routhe Salvation

### Classements mondiaux
| Année                                 | 2023  | 2024  |
| ------------------------------------- | ----- | ----- |
| Classement mondial                    | 2106e | 1379e |
| UCI Europe Tour                       | 1318e | nc    |
|                                       |       |       |
| Légende : nc = non classéSource : UCI |       |       |

## Palmarès en VTT

### Championnats nationaux
- 2016
  - 3e du championnat d'Allemagne de cross-country juniors
- 2018
  - 3e du championnat d'Allemagne de cross-country espoirs